# Chemiotassi
La chemiotassi ( - anche chemotassi - neologismo composto dai termini greci: χημεία, chemeia = chimica e τάξις, taxis = schieramento), un tipo di tassia, è il fenomeno con cui i corpi cellulari, batteri ed altri organismi uni- o multi-cellulari direzionano i loro movimenti a seconda della presenza di alcune sostanze chimiche nel loro ambiente. Questo tipo di tassia è molto importante per i batteri al fine di trovare cibo (p.e. glucosio) nuotando verso le concentrazioni massime di molecole di cibo. Negli organismi pluricellulari, la chemiotassi è critica nelle prime fasi dello sviluppo (ad esempio il movimento dello spermio verso l'uovo durante la fecondazione) così come nelle fasi successive dello sviluppo (ad esempio la migrazione dei neuroni o dei linfociti), così come nelle normali funzioni vitali. Inoltre, è stato riconosciuto che i meccanismi che permettono la chemiotassi negli animali possono essere sovvertiti durante la metastasi di un cancro.

## Storia della ricerca sulla chemiotassi

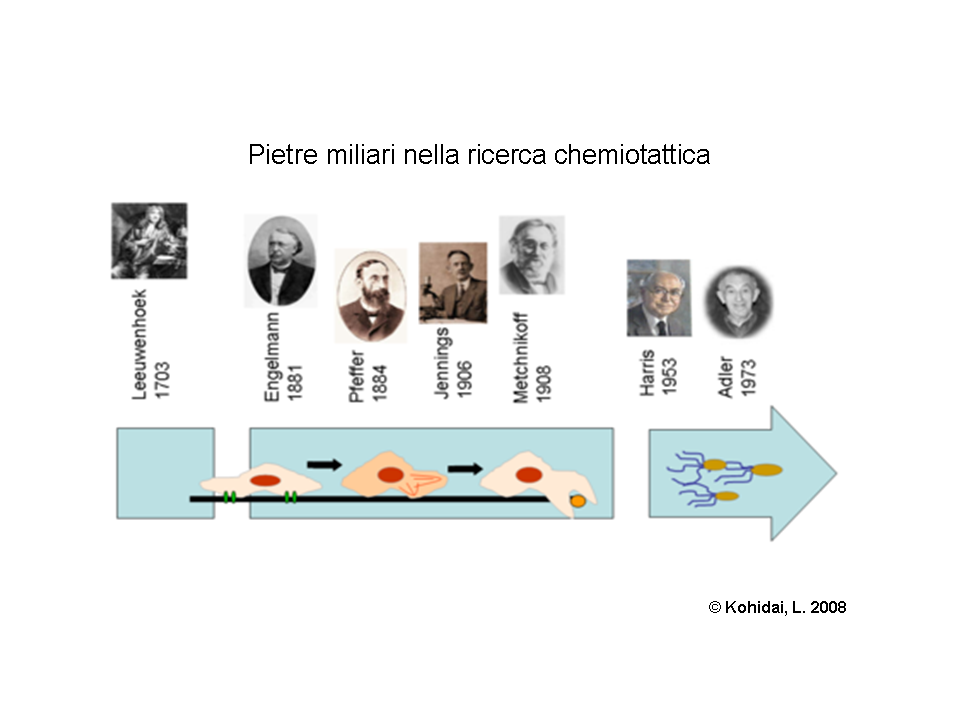
Pietre miliari nella ricerca chemiotattica

Sebbene la migrazione di cellule sia stata osservata fin dai primi tempi dello sviluppo del microscopio (Leeuwenhoek), la prima descrizione erudita della chemiotassi fu fatta da T.W. Engelmann (1881), da Pfeffer (1884) sui batteri e da H.S. Jennings (1906) sui ciliati. Anche il Premio Nobel Metchnikoff contribuì a questo campo di ricerca con studi sul processo visto come un passo iniziale della fagocitosi. 
Il significato della chemiotassi in biologia e patologia clinica è stato ampiamente accettato a partire dagli anni '30. Le definizioni fondamentali che riguardano il fenomeno sono state abbozzate per la prima volta in quegli anni. Gli aspetti più importanti nel controllo di qualità delle analisi chemiotattiche furono descritti da H. Harris negli anni '50. Negli anni '60 e '70, la rivoluzione delle moderne biologia cellulare e biochimica ha fornito una serie di nuove tecniche disponibili per studiare le cellule migratorie di risposta e le frazioni subcellulari responsabili dell'attività chemiotattica. Gli studi pionieristici di J. Adler hanno rappresentato un punto significativo di svolta nella comprensione di tutto il processo della trasduzione intracellulare del segnale nei batteri.
Il 3 novembre 2006 Dennis Bray dell'Università di Cambridge è stato insignito del premio della Microsoft European Science per il suo lavoro di ricerca sulla chemiotassi in E. coli.

## Filogenesi e segnali chemiotattici
La chemiotassi è una delle risposte fisiologiche cellulari più basilari. Lo sviluppo dei sistemi di recezione per il riconoscimento di sostanze nocive o vantaggiose nell'ambiente è stato essenziale per gli organismi unicellulari fin dai loro primi stadi di sviluppo. Un'analisi globale dell'attività chemiotattica del protozoo eucariote Tetrahymena pyriformis e le sequenze consensus di comparsa degli amminoacidi nel brodo primordiale suggeriscono che ci fosse una buona correlazione tra il carattere chemiotattico di queste relativamente semplici molecole organiche ed il loro sviluppo sulla Terra. Perciò è stato suggerito che le primissime molecole fossero amminoacidi altamente chemioattrattivi (ad esempio Gly, Glu, Pro), mentre le ultime formatesi si è pensato che fossero fortemente chemiorepellenti (ad esempio Tyr, Trp, Phe).

## Chemiotassi nei batteri
Alcuni batteri, come E. coli, hanno numerosi flagelli per cellula (tipicamente 4-10). Questi possono ruotare in due modi:
1. La rotazione antioraria allinea i flagelli in un fastello singolo ruotante, cosicché il batterio nuota a diritto.
2. La rotazione oraria rompe il fastello di flagelli cosicché ciascun flagello punta in una direzione differente e, perciò, il batterio capitombola sul posto (tumble).

Le direzioni della rotazione si riferiscono ad un osservatore al di fuori della cellula che guarda i flagelli verso la cellula.

### Comportamento
Il movimento complessivo di un batterio è il risultato di fasi di tumble e nuoto alternate. Se si guarda un batterio che nuota in un ambiente uniforme, il suo movimento apparirà simile ad un movimento random, cioè casuale, con nuoto relativamente diritto interrotto da tumbles casuali che riorientano il batterio. Batteri come E. coli sono incapaci di scegliere la direzione in cui nuotare, e sono incapaci di nuotare a diritto per più di pochi secondi a causa della diffusione rotazionale. In altre parole, i batteri “dimenticano” la direzione in cui stanno andando. Con questi limiti, è notevole che i batteri siano in grado di direzionare il loro movimento per trovare posizioni favorevoli con alte concentrazioni di attrattanti (di solito cibo) ed evitare repellenti (di solito veleni).
In presenza di un gradiente chimico i batteri faranno chemiotassi, o direzioneranno tutto il loro movimento basato sul gradiente. Se il batterio sente che si sta muovendo nella direzione giusta (verso l'attraente / via dal repellente), continuerà a nuotare a diritto per un tempo più lungo prima di fare tumble. Se si sta muovendo nella direzione sbagliata, farà tumble più presto e cercherà una nuova direzione a caso, a random. In altre parole, batteri come E. coli usano la sensazione temporale per decidere se la vita va meglio o peggio. Così facendo, il batterio trova la sua posizione nella massima concentrazione di attrattante (di solito la sorgente). Anche in concentrazioni molto elevate, è in grado di distinguere differenze molto piccole di concentrazione. Fuggendo da un repellente lavora con la medesima efficienza.
Sembra notevole che questo significativo “random walk” sia il risultato di una semplice scelta tra due metodi di movimento random: cioè il “tumbling” e il nuoto a diritto. Infatti, le risposte chemiotattiche come dimenticare una direzione e scegliere movimenti assomigliano alle capacità di prendere decisioni di forme di vita superiori con cervelli che processano i dati sensori.
La natura elicoidale del singolo filamento flagellare è determinante perché avvenga questo movimento e la proteina che forma il filamento flagellare, la flagellina, è del tutto simile tra tutti i batteri flagellati. I vertebrati sembrano aver tratto vantaggio da questo fatto, poiché possiedono un immunorecettore (TLR5) in grado di riconoscere questa proteina altamente conservativa.
Come in molti casi in biologia, ci sono batteri che non seguono questa regola. Molti batteri, come Vibrio, sono monoflagellati ed hanno un singolo flagello ad un solo polo della cellula. Il loro modo di fare chemiotassi è diverso. Altri possiedono un flagello singolo tenuto all'interno della parete cellulare. Questi batteri si muovono girando l'intera cellula, che assomiglia ad un cavaturaccioli.

### Trasduzione del segnale
I gradienti chimici sono sentiti per mezzo di recettori multipli transmembranali, chiamate metil-proteine che fanno chemiotassi (MCPs), che variano nelle molecole che esse distinguono. Questi recettori possono legare attrattanti o repellenti direttamente o indirettamente attraverso interazioni con proteine dello spazio periplasmatico. I segnali da questi recettori sono trasmessi attraverso la membrana plasmatica nel citosol, dove sono attivate proteine chemiotattiche (proteine Che). Queste proteine alterano la frequenza di tumbling e alterano parimenti i recettori.

#### Regolazione del flagelli
Le proteine CheW e CheA si legano al recettore. L'attivazione del recettore tramite uno stimolo esterno causa l'interruzione della cascata autofosforilativa della chinasi a istidina, CheA, normalmente attiva in assenza di sostanze attraenti. CheA, a sua volta, trasferisce i gruppi fosforilati a residui conservati di aspartato in risposta ai regolatori CheB e CheY [nota: CheA è una chinasi istidina e non trasferisce attivamente il gruppo fosforilato. Il regolatore di risposta CheB prende il gruppo fosforilato da CheA]. Questo meccanismo di trasduzione del segnale è chiamato “Sistema a Due Componenti” ed è una forma comune di trasduzione del segnale nei batteri. CheY fosforilata induce tumbling interagendo con la proteina di innesco flagellare FliM, causando un cambiamento della rotazione del flagello da antioraria ad oraria. Il cambiamento nello stato di rotazione di un singolo flagello può rompere l'intero fastello dei flagelli e causare un tumble. in presenza di sostanze attraenti, invece,i recettori MCP (Metil-accepting chemotaxis proteins) si trovano ad essere carichi e CheA non interrompe la propria autofosforilazione. In questo modo la proteina CheY non viene fosforilata e non interagisce più con le proteine del flagello FliM. La mancata interazione tra queste due proteine si traduce in un movimento "run" da parte della cellula batterica che continuera a muoversi nella direzione dalla quale ha percepito la sostanza chemoattraente.

#### Regolazione del recettore
CheB, quando viene attivato da CheA, agisce come una metilesterasi, rimuovendo i gruppi metilici dai residui di glutammato sul lato citosolico del recettore. Lavora in maniera antagonista con CheR, una metiltransferasi, che aggiunge residui metilici ai medesimi residui di glutammato. Tanto più residui metilici sono attaccati al recettore, tanto più sensibile è il recettore. Mentre il segnale che viene dal recettore induce la demetilazione del recettore in un anello a feedback, il sistema è continuamente aggiustato ai livelli chimici ambientali, rimanendo sensibili a piccoli cambiamenti anche in concentrazioni chimiche estreme. Questa regolazione permette al batterio di “ricordare” concentrazioni chimiche da un passato recente e compararle a quelle che sta sperimentando al momento, così “sa” dove sta andando al di sopra o al di sotto di un gradiente. Tuttavia, il sistema di metilazione da solo non può rendere conto dell'ampio range di sensitività che i batteri hanno verso i gradienti chimici. Meccanismi regolatori addizionali come il raggruppamento di recettori e le interazioni recettore-recettore modulano parimenti l'andamento del segnale.

## Chemiotassi eucariotica
Il meccanismo con cui le cellule eucariotiche fanno chemiotassi è del tutto diverso da quello dei batteri; tuttavia, il sentire gradienti chimici è sempre un passo cruciale nel processo. A causa delle loro dimensioni, i procarioti non sono in grado di riconoscere gradienti di concentrazione efficaci, pertanto queste cellule controllano e valutano il loro ambiente con un nuoto costante (tratti consecutivi di nuoto a diritto e tumbles). A differenza dei procarioti, le dimensioni delle cellule eucariotiche danno la possibilità di distinguere gradienti e, quindi, si arriva ad una distribuzione dei recettori dinamica e polarizzata. L'induzione di questi recettori da parte di chemioattrattanti o chemiorepellenti porta alla migrazione verso o via dalla sostanza chemiotattica.
I livelli dei recettori, le modalità di segnale intracellulare e i meccanismi effettori, tutti rappresentano diverse componenti del tipo eucariotico. Negli organismi unicellulari eucariotici, il movimento ameboide e il cilio o il flagello eucariotico sono i principali effettori (p.e. Amoeba o Tetrahymena). Alcune cellule eucariotiche dei vertebrati più evoluti, come gli immunociti, si muovono verso dove occorrono alla stregua degli organismi unicellulari eucariotici. Oltre a cellule immuno-competenti (granulociti, monociti, linfociti), un vasto gruppo di cellule considerato precedentemente essere fisso nei tessuti, sono pure mobili in particolari condizioni fisiologiche (p.e. mastociti, fibroblasti, cellule endoteliali) o patologiche (p.e. metastasi). La chemiotassi ha un importante significato nelle prime fasi dell'embriogenesi poiché lo sviluppo degli strati germinativi è guidato dai gradienti delle molecole segnale.

## Motilità
A differenza della motilità nella chemiotassi batterica, il meccanismo con cui le cellule eucariotiche si muovono fisicamente non è chiaro. Sembra che ci siano meccanismi tramite i quali un gradiente esterno chemiotattico viene rilevato e trasformato in un gradiente PIP3 intracellulare, che risulta in un gradiente nell'attivazione della modalità di segnale che culmina nella polimerizzazione dei filamenti di actina. La terminazione di actina che cresce distalmente sviluppa connessioni con la superficie interna della membrana plasmatici attraverso diversi gruppi di peptici e porta alla formazione degli pseudopodi. Anche il cilio della cellula eucariotica può portare alla chemiotassi, ma in questo caso si tratta principalmente di una induzione dipendente dagli ioni calcio del sistema microtubulare dei corpi basali e del fascio 9 x 2 + 2 dei microtubuli delle cilia. Il battere orchestrato di centinaia di cilia è sincronizzata da un sistema sottomembrana costruito tra i corpi basali. I dettagli della modalità di segnale sono ancora non totalmente chiari.

### Risposte migratorie correlate alla chemiotassi
Sebbene la chemiotassi sia la forma di migrazione studiata più frequentemente, ci sono diverse altre forme di locomozione a livello cellulare.
- La chemiochinesi è pure indotta da molecole della fase liquida dell'ambiente circostante; in ogni modo si tratta della risposta espressa in una tassia non vettoriale, random. Né l'ampiezza, né la frequenza del movimento ha componenti caratteristiche direzionali tipiche di questo comportamento.
- Nell'aptotassi il gradiente del chemioattrattante viene espresso o legato alla superficie, in contrasto con la classica via della chemiotassi in cui il gradiente si sviluppa in uno spazio solubile. La principale superficie aptotattica attiva biologicamente è la matrice extracellulare (ECM); la presenza di liganti legati è responsabile dell'induzione della migrazione transendoteliale e dell'angiogenesi.
- La necrotassi rappresenta un tipo speciale di chemiotassi in cui le molecole chemioattrattanti sono rilasciate da cellule necrotiche o apoptotiche. A seconda del carattere chimico delle sostanze rilasciate la necrotassi può accumulare o respingere cellule, il che sottolinea il significato patofisiologico di questo fenomeno.

### Recettori
Per la maggior parte, le cellule eucariotiche sentono la presenza di stimoli chemiotattici per mezzo di recettori accoppiati a G-proteine 7-transmembrana (o serpentine) eterotrimeriche. Questa classe di recettori è di grande rilevanza e rappresenta una porzione significativa del genoma. Alcuni membri di questa superfamiglia di geni sono usati nella visione (rodopsine) così come nelle capacità olfattive Le classi principali dei recettori chemiotattici sono triggered da formil peptidi - recettori per il formil peptide (FPR), chemiochine – recettori per la chemiochine (CCR o CXCR) e leucotrieni – recettori per il leucotriene (BLT); tuttavia, anche l'induzione di un ampio gruppo di recettori di membrana (p.e. amminoacidi, insulina, peptidi vasoattivi) permette la migrazione della cellula.

#### Selezione chemiotattica
Alcuni recettori chemiotattici sono espressi sulla superficie di membrana con caratteristiche di lungo termine così come sono determinati geneticamente, altri invece hanno dinamiche a breve termine dal momento che sono assemblati ad hoc in presenza del ligante. Le diverse caratteristiche dei recettori della chemiotassi e dei liganti dà la possibilità di scegliere le cellule di risposta chemiotattica con un semplice assay chemiotattico. Con la selezione chemiotattica possiamo determinare se una molecola non ancora caratterizzata agisce tramite una via del recettore di lungo o di breve termine. Il termine selezione chemiotattica è usato anche per designare una tecnica che separa cellule eucariotiche da cellule procariotiche a seconda della loro capacità di risposta ai liganti selettori.

### Liganti chemiotattici
Il numero di molecole capaci di esprimere risposte chemiotattiche è relativamente alto e possiamo distinguere molecole chemiotattiche primarie e secondarie. I principali gruppi di liganti primari sono i seguenti:
- Formil peptidi: sono di-, tri-, tetra-peptidi di origine batterica (vedi il gruppo formile sulla terminazione N del peptide). Sono rilasciati da batteri in vivo o dopo decomposizione della cellula. Un tipico membro di questo gruppo è la N-formilmetionil-leucil-fenilalanina (fMLF o fMLP in Bibliografia). L'fMLF di origine batterica, come componente chiave dell'infiammazione ha effetti caratteristici chemioattrattanti su granulociti neutrofili e monociti.
- Complemento 3a (C3a) e complemento 5a (C5a): sono prodotti intermedi di cascata di complementi. La loro sintesi è unita a tre vie alternative (classica, lectina dipendente e alternativa) di attivazione di complementi tramite un enzima convertasi. Le principali cellule bersaglio di questi derivati sono granulociti neutrofili così come monociti.
- Chemiochine: appartengono ad una classe speciale di citochine. I loro gruppi (C, CC, CXC, CX3C) rappresentano molecole non solo strutturalmente correlate e con uno speciale arrangiamento di ponti disolfuri, ma la loro specificità di cellule bersaglio è anche diversa: le chemiochine CC agiscono sui monociti (p.e. RANTES), le chemochine CXC sono specifiche per i granulociti neutrofili (p.e. IL-8).

Ricerche sulle strutture tridimensionali delle chemochine hanno dimostrato che una composizione caratteristica di un'elica esprime le sequenze richieste per l'interazione con i recettori delle chemochine. È stata dimostrata con la cristallografia di parecchie chemochine (p.e. IL-8) la formazione di dimeri e l'aumento della loro attività biologica.
- Leucotriene: appartengono al gruppo degli eicosanoidi che sono importanti mediatori lipidici della reazione dell'acido arachidonico tramite la 5-lipossigenasi. La loro componente predominante è il leucotriene B4 (LTB4) che permette l'adesione, la chemiotassi e l'aggregazione dei leucociti. Il caratteristico effetto chemioattrattante di LTB4 è indotto tramite la G-proteina legata a recettori leucotriene 7- transmembrana che sono fortemente espressi nell'infiammazione e nell'allergia.

## Adattamenti dei raggi d'azione chemiotattici (CRF)
Le risposte chemiotattiche che si hanno dalle interazioni ligante-recettore generalmente si distinguono dalla concentrazione(i) ottimale efficace del ligante. Tuttavia, la correlazione dell'ampiezza espressa e il rapporto delle cellule di risposta confrontate col numero totale sono pure tratti caratteristici del segnale chemiotattico. Studi sulle famiglie di liganti (p.e. amminoacidi od oligopeptidi hanno dimostrato che c'è un adattamento dei raggi d'azione (ampiezze; numero di cellule di risposta) e delle attività chemiotattiche: il mezzo chemioattrattante è accompagnato da ampi raggi d'azione, mentre la qualità chemiorepellenti da raggi d'azione limitati.

## Significato clinico
Un mutato potenziale migratorio delle cellule ha una relativamente grande importanza nello sviluppo di parecchi sintomi e sindromi cliniche. L'attività chemiotattica alterata di patogeni extracellulari (p.e. Escherichia coli) o intracellulare (p.e. Listeria monocytogenes) rappresenta essa stessa un bersaglio clinico significativo. La modificazione della capacità chemiotattica endogena di questi microrganismi tramite agenti farmaceutici può diminuire o inibire il rapporto di infezioni o l'espandersi di malattie infettive. A parte le infezioni, ci sono alcune altre malattie in cui una diminuita chemiotassi è il fattore eziologico primario, come nella sindrome di Chédiak-Higashi in cui vescicole giganti intracellulare inibiscono la normale migrazione delle cellule.
| Tipo di malattia            | Chtx. aumentata                                                                              | Chtx. diminuita                                           |
| --------------------------- | -------------------------------------------------------------------------------------------- | --------------------------------------------------------- |
| Infezioni                   | Infiammazioni                                                                                | AIDS, Brucellosi                                          |
| Chtx. determina la malattia | -                                                                                            | Sindrome di Chediak-Higashi, sindrome di Kartagener       |
| Chtx. è colpita             | Aterosclerosi, artriti, periodontiti, psoriasi, difetto di riperfusione, tumori in metastasi | Sclerosi multipla, linfoma di Hodgkin, sterilità maschile |
| Intossicazioni              | Asbesto, benzopirene                                                                         | Sali di Hg e Cr, ozono (O3)                               |

## In via di pubblicazione
La ricerca sulla migrazione cellulare – così come è stata mostrata nel capitolo “Storia della ricerca sulla chemiotassi” – richiede l'applicazione complementare di tecniche classiche e moderne.  L'archivio dà la possibilità di presentare nuovi dati valutabili nella ricerca di base così come nelle scienze applicate. Negli ultimi 20-25 anni, a causa dei fattori sopra menzionati, c'è stato un aumento nel numero di pubblicazioni che trattano il fenomeno stesso della chemiotassi. Tuttavia, altre pubblicazioni nel campo della genetica, biochimica, fisiologia cellulare, patologia e scienze cliniche potrebbero anche presentare dati sulla migrazione cellulare o in particolare sulla chemiotassi cellulare. Una curiosità sulle ricerche sulla migrazione consiste nel fatto che tra i numerosi lavori riguardanti le tassie (p.e. termotassi, geotassi, fototassi) la ricerca sulla chemiotassi mostra un rapporto significativamente alto, che tende a sottolineare l'importanza della ricerca sulla chemiotassi sia in biologia che in medicina.

## Misura della chemiotassi
Un ampio specchio di tecniche è oggi disponibile per valutare l'attività chemiotattica delle cellule o il carattere chemioattrattante e chemiorepellenti dei liganti. Ciò che di base serve per fare le misure è:
- I gradienti di concentrazione possono svilupparsi relativamente in fretta e persistere per un lungo periodo nel sistema
- Sono distinte le attività chemiotattiche da quelle chemiocinetiche
- La migrazione cellulare è libera sull'asse del gradiente di concentrazione verso o via dal punto di massima concentrazione
- Le risposte osservate sono i risultati della migrazione attiva delle cellule

Anche se non è ancora disponibile un esperimento chemiotattico ideale, ci sono parecchi protocolli e strumenti che offrono una buona corrispondenza con le condizioni sopra descritte. Quelle più comunemente usate sono:
- Esperimenti su piastre agar (p.e. PP-camere)
- Tecniche a due camere (p.e. camera di Boyden, camera di Zigmond, camere di Dunn, camere a più depressioni, tecniche capillari)
- Altre (p.e. tecnica T-maze, tecnica ad opalescenza, esperimenti di orientamento)